# 火炉镇
火炉镇，是中华人民共和国重庆市武隆区下辖的一个乡镇级行政单位。

## 行政区划
火炉镇下辖以下地区：
火炉社区、向前村、筏子村、后槽村、车坝村、梦冲塘村、新田村、鲁家村、徐家村、关桥村、万峰村、岩峰村、保峰村、木水村和云峰村。